# Hochschule

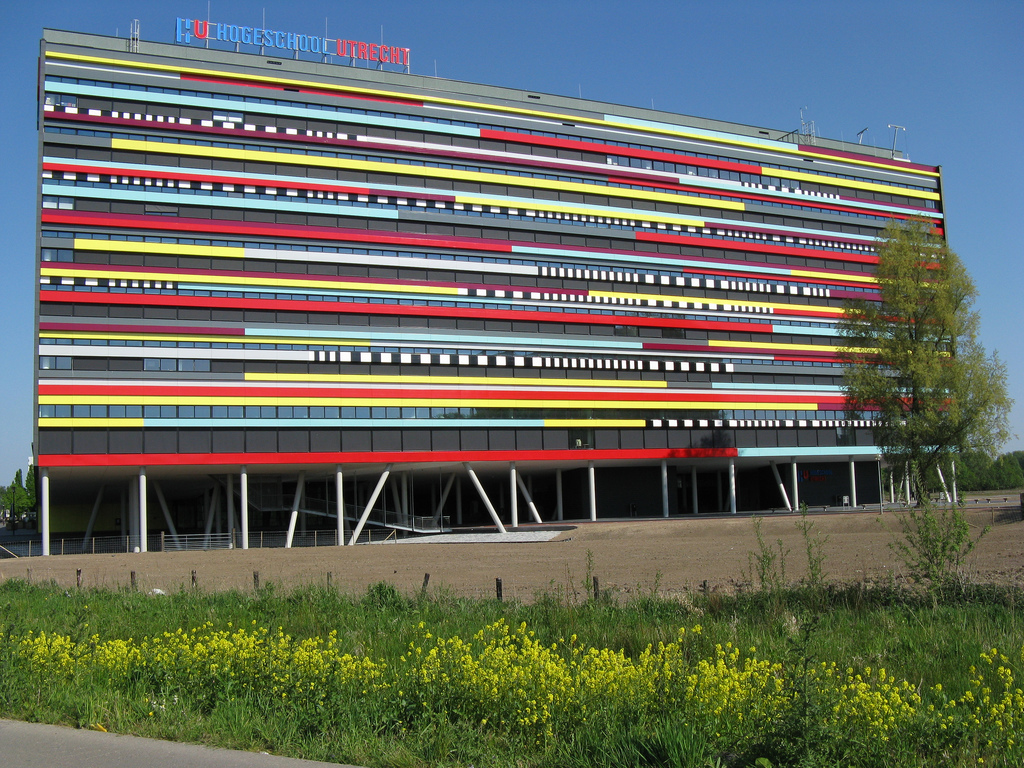
Hochschule de Utrecht.

Hochschule (pronunciación en alemán: /ˈhoːxˌʃuːlə/ (escucharⓘ), plural: Hochschulen) es un término genérico en alemán para algunas instituciones de educación superior. Literalmente significa "escuela superior" y guarda similitud con escuela universitaria. El término universidad (Universität) está reservado para instituciones con derecho a otorgar doctorados. En contraste, la Hochschule no está autorizada a otorgar doctorados, ni forma a sus propios profesores.

## Educación superior en Europa
Aproximadamente términos equivalentes a Hochschule se utilizan en algunos otros países europeos, tales como högskola en Suecia, los hogescholen en Países Bajos y Flandes (Bélgica) o főiskola (literalmente, "escuela principal") en Hungría. Recientemente, también en Estados postsoviéticos de Europa del este han usado términos parecidos o derivados (Rumanía: высшее учебное заведение; Bulgaria: висше училище).

## Término genérico
El sistema educativo alemán conoce dos tipos diferentes de universidades, que no tienen la misma condición jurídica. El término Hochschule puede ser usado para referirse a ambas instituciones de educación superior cuyo fin no es otro que ofrecer un título académico, ya sea en universidades (Universitäten) o en Fachhochschulen.
A menudo, Hochschule también se utiliza como un término especializado para instituciones que:
- no cubren una gran diversidad de campos académicos, pero que se concentran en ciertas áreas;
- no tienen el derecho de otorgar doctorados, pero sí ofertan grados y maestrías.

En los últimos años, algunas Fachhochschulen han optado ellas mismas a cambiar su nombre por el de Hochschule o Hochschule für angewandte Wissenschaften (universidad de ciencias aplicadas), en lugar del antiguo Fachhochschule. Además, hay Hochschulen especializados en un determinado conjunto de disciplinas, por ejemplo, las Kunsthochschulen (altas escuelas de arte), y comparten un estatus legal similar al de las universidades.
En la mayoría de los estados alemanes, un Berufsakademie no es un Hochschule por cualquiera de las definiciones, porque los títulos de bachiller conferidos por tales son los títulos profesionales, que son de jure no a los grados académicos. Sin embargo, el estado de Baden-Wurtemberg, desde donde este tipo de sector terciario de la educación originalmente surgido recientemente ha elevado de estas instituciones, el estado de un Hochschule como Baden-Württemberg Cooperative State University. Los títulos otorgados por los últimos son los grados académicos y equivalentes a los otorgados por Fachhochschulen y regular de las universidades.

## Países Bajos
En los Países Bajos, una Hogeschool o Alta Escuela (traducción literal del neerlandés) es una institución de educación superior no universitaria a la que se puede acceder tras obtener un título o diploma denominado MBO (« enseñanza profesional secundaria ») o HAVO (« enseñanza general secundaria superior »).